# Ars Goetia

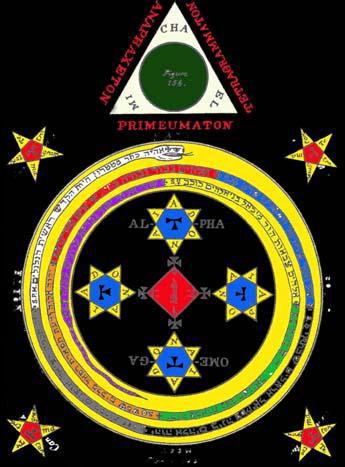
Círculo y triángulo de Göetic a todo color.

Ars Goetia (en latín medieval: «El arte de la brujería»), a menudo llamado simplemente Goetia, es la primera sección del grimorio del siglo XVII Lemegeton Clavicula Salomonis, o La llave menor de Salomón.

## Descripción
El texto contiene las descripciones de los 72 demonios que el rey Salomón dijo haber invocado y confinado en un recipiente de bronce sellado por símbolos mágicos, obligándolos a trabajar para él.
Otorga las instrucciones para construir un recipiente semejante de bronce y utilizar las fórmulas mágicas apropiadas para llamar a esos demonios. La operación es compleja y detallista y se cree que hace referencia a los conjuros hechos por el mago. Difiere de otros textos góticos en que las entidades convocadas deberán ser forzadas a obedecer antes de pedir favores.
El Ars Goetia asigna un grado y un título de nobleza a cada miembro de la jerarquía infernal y da a los demonios "sellos" a los que tienen que pagar lealtad. La jerarquía ascendente o descendente de los nombres de los demonios publicados en el texto varían según la edición. Algunas de ellas son la Steganographia de Trithemius, de alrededor del año 1500, la Pseudomonarchia Daemonum de Johann Weyer o ediciones posteriores como De Praestigiis Daemonum, de 1563.

### Los 72 demonios del infierno
Los demonios tienen nombres o grafías diferentes en las diversas copias existentes del Ars Goetia.
1. Rey Bael
2. Duque Agares
3. Príncipe Vassago
4. Marqués Samigina
5. Presidente Marbas
6. Duque Valefor
7. Marqués Amon
8. Duque Barbatos
9. Rey Paimon
10. Presidente Buer
11. Duque Gusion
12. Príncipe Sitri
13. Rey Beleth
14. Marqués Leraje
15. Duque Eligos
16. Duque Zepar
17. Conde/Presidente Botis
18. Duque Bathin
19. Duque Sallos
20. Rey Purson
21. Conde/Presidente Marax
22. Conde/Príncipe Ipos
23. Duque Aim
24. Marqués Naberius
25. Conde/Presidente Caacrinolas
26. Duque Bune
27. Marqués/Conde Ronove
28. Duque Balberith
29. Duque Astaroth
30. Marqués Forneus
31. Presidente Foras
32. Rey Asmodeo
33. Príncipe/Presidente Gaap
34. Conde Furfur
35. Marqués Marchosias
36. Príncipe Stolas
37. Marqués Phenex
38. Conde Halphas
39. Presidente Malphas
40. Conde Raum
41. Duque Focalor
42. Duque Vepar
43. Marqués Sabnock
44. Marqués Shax
45. Rey/Conde Vine
46. Conde Bifrons
47. Duque Uvall
48. Presidente Haagenti
49. Duque Crocell
50. Caballero Furcas
51. Rey Balam
52. Duque Alloces
53. Presidente Caim
54. Duque/Conde Murmur
55. Príncipe Orobas
56. Duque Gremory
57. Presidente Ose
58. Presidente Amy
59. Marqués Orias
60. Duque Vapula
61. Rey/Presidente Zagan
62. Presidente Volac
63. Marqués Andras
64. Duque Haures
65. Marqués Andrealphus
66. Marqués Cimejes
67. Duque Amdusias
68. Rey Belial
69. Marqués Decarabia
70. Príncipe Seere
71. Duque Dantalion
72. Conde Andromalius

## Menciones y paralelismos de su contenido en otros textos o tradiciones
La tradición del poder de Salomón sobre los espíritus y/o demonios aparece también en otros textos como el Testamento de Salomón; y en tradiciones de otras culturas del Oriente Próximo y Medio. Ejemplo de ello presente en otras tradiciones la podemos encontrar plasmado en el libro Las mil y una noches, recopilación de cuentos del ámbito árabe-musulmán en la que se hace mención a Sulaymán (Salomón) como el Señor de los Ifrit (genios poderosos del folclore árabe),  al tener poder y autoridad sobre ellos dados por Alá. Según las tradiciones, se indica que Sulaymán castigó a los ifrit rebeldes que se negaron a seguir la religión de Alá y someterse a su obediencia; encerrándolos en jarrones que tenían un sello de plomo, en el que figura impreso el nombre del Altísimo.
Otro listado de demonios también lo podemos encontrar en el  Diccionario infernal (un libro de ilustraciones a manera de diccionario ilustrado de demonología). Otros listados de demonios (relacionados con las tradiciones hebreas y/ o cristianas) lo podemos encontrar igualmente en el Libro de Enoc, en el listado de los Grigori castigados por Dios; o en la tradición de la Cábala, a través de  la descripción de los Qlifot.